# 카스텔리나마리티마
카스텔리나마리티마 (Castellina Marittima) 이탈리아 토스카나주의 피사도에 위치한 코무네 (지방자치단체)이다. 피사에서 남서쪽 약 70 킬로미터 (43 mi), 피사에서 동남쪽 35 킬로미터 (22 mi) 거리에 있다.

## 지리
카스텔리나마리티마 지역은 체치나, 키안니, 리파르벨라, 로시냐노마리티모, 산타루체 등과 경계를 맞대고 있다.
수 세기부터 카스텔리나마리티마 알라바스터의 주요 산지이다.